# André Chapelon
André Chapelon (Saint-Paul-en-Cornillon, 26 ottobre 1892 – Parigi, 29 giugno 1978) è stato un ingegnere francese, progettista di locomotive a vapore.

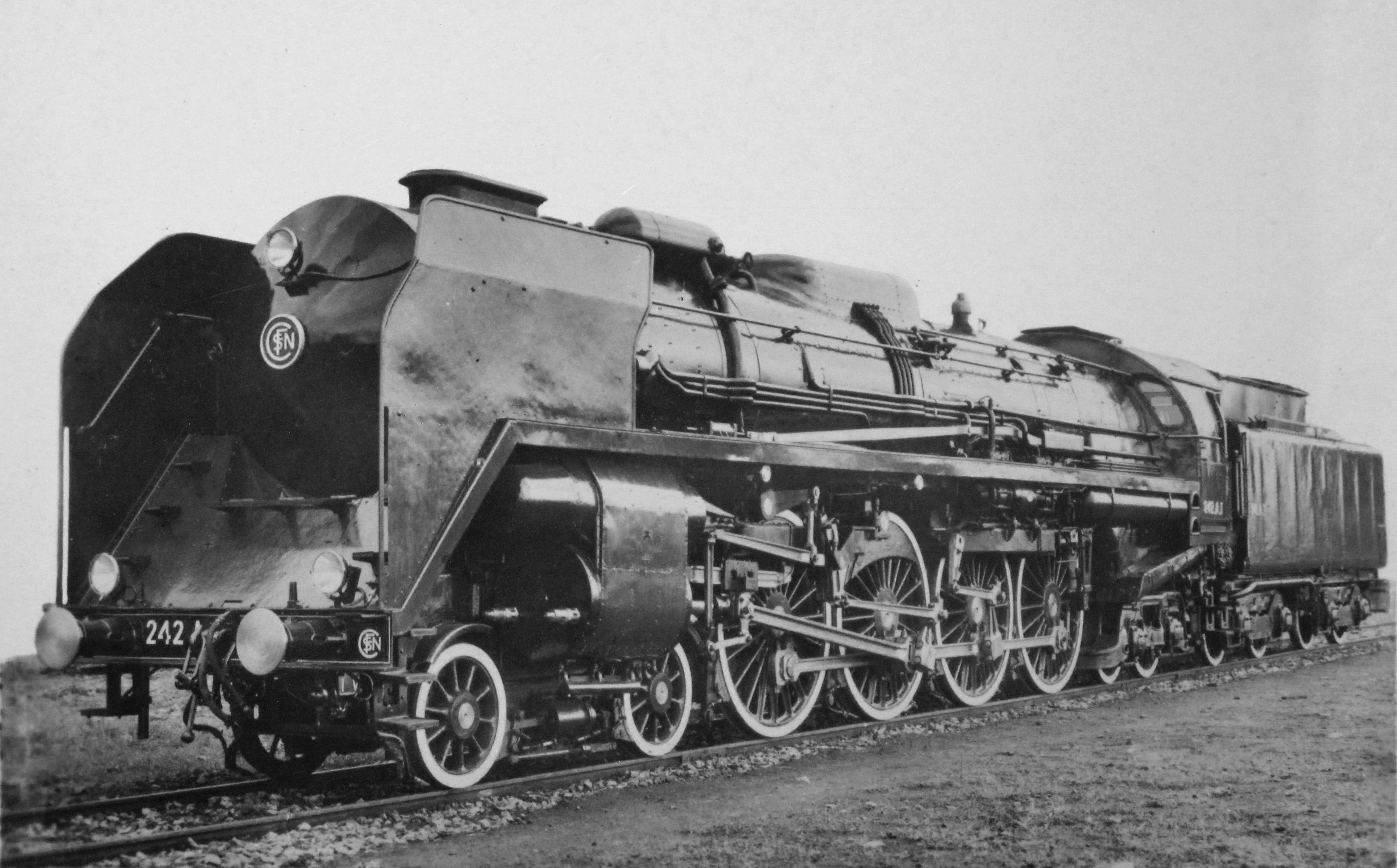
Una delle più prestigiose e potenti realizzazioni di Chapelon la locomotiva 242 A1

Chapelon è considerato uno dei più valenti ingegneri progettisti di locomotiva a vapore. Iniziò la sua carriera come "Ingénieur des Arts et Manufactures" nella prima metà degli anni venti presso la Compagnia Paris-Lyon-Méditerranée (PLM). Nel 1925 entrò a far parte del reparto ricerca e sviluppo della società ferroviaria Parigi-Orléans (PO).
A causa della crisi economica del periodo tra le due guerre Chapelon ebbe soprattutto il compito di studiare  il miglioramento delle macchine esistenti. Diversamente dal solito approccio costruttivo si mise a studiare con precisione scientifica i singoli dettagli tecnici delle costruzioni esistenti con lo scopo di perfezionarle eliminando alla radice le cause meccaniche e tecniche degli inconvenienti.  
Conseguì notevoli aumenti di potenza delle locomotive mediante conversioni e modifiche  derivanti da coerenti applicazioni della meccanica dei fluidi e della termodinamica. Studiò l'applicazione di innovativi sistemi di scarico del vapore esausto in seguito a cui introdusse nelle sue locomotive lo scappamento Kylchap. Fu un convinto sostenitore della tecnica compound riuscendo ad aumentare il rendimento termico delle sue locomotive di circa il 12 per cento, valore mai raggiunto da altri. Nel 1934 Chapelon fu nominato ingegnere capo della Compagnie du chemin de fer de Paris à Orléans (PO).
Dopo un viaggio di studio nel 1938 negli Stati Uniti Chapelon iniziò la progettazione di macchine più efficienti utilizzando una sintesi dei principi di progettazione delle due nazioni leader nella costruzione di macchine a vapore. Nello stesso anno vi fu la fusione delle quattro principali reti francesi nelle SNCF ma queste non gli permisero più lo sviluppo di nuovi motori a vapore. Avrebbe in seguito potuto progettare nuove locomotive solo per il Brasile.
Tra le sue conversioni di locomotive di successo vi sono state, nel 1931, la PO 4701 a quel tempo la più potente europea (3000 CV); in seguito la 240 P e la SNCF 242 A1, ritenute le locomotive a vapore più grandi e potenti in Europa con 6000 CV misurati in corse di prova. André Chapelon è stato in tempi recenti proclamato "Ingénieur en Chef Honoraire" della SNCF.